# Exila nigropalmata
Exila nigropalmata là một loài thằn lằn trong họ Scincidae. Loài này được Andersson mô tả khoa học đầu tiên năm 1918.